# ایمن محب
ایمن محب (انگلیسی: Ayman Moheb؛ زادهٔ ۱ دسامبر ۱۹۷۰) ورزشکار فوتبال اهل مصر است.
از باشگاه‌هایی که در آن بازی کرده‌است می‌توان به تیم ملی فوتبال مصر اشاره کرد.